# Johann Heinrich Wepler
Johann Heinrich Wepler (* 27. Juli 1755 in Kassel; † 30. November 1792, abweichend: 20. November 1792 in Marburg) war ein deutscher Theologe und Hochschullehrer.

## Leben
Johann Heinrich Wepler wurde als Sohn des Heinrich Wepler, Stoßer der Hofapotheke Kassel und dessen Ehefrau Marthe Anne, geb. Lorenz, geboren.
Er besuchte ab 1768 das Pädagogium in Kassel und ab 1771 das Collegium Carolinum. 1772 begann er ein Studium an der Universität Marburg und hörte Vorlesungen bei Johann Franz Coing in Logik, Metaphysik und Naturrecht, bei Karl Franz Lubert Haas Kirchengeschichte und bei Nikolaus Wilhelm Schröder Griechisch, Chaldäisch und Syrisch, besonders aber im Hebräischen und Griechischen, bei Johann Gottlieb Waldin (1728–1795) in der Philosophie, David Samuel Daniel Wyttenbach und Carl Wilhelm Robert in der Theologie an der Universität in Marburg. 1777 erfolgte seine Prüfung "pro ministerio" in Marburg und im gleichen Jahr promovierte er zum Dr. phil. an der Universität Marburg.
In der Zeit von 1778 bis 1779 war er Prediger beim Zucht- und Spinnhaus in Kassel; zeitgleich übte er eine Lehrtätigkeit am Lyzeum in Kassel aus; aufgrund einer Erkrankung durch Epilepsie musste er diese Tätigkeit jedoch aufgeben. Am 22. Oktober 1778 wurde er zum Professor der Theologie an das Collegium Carolinum in Kassel, gemeinsam mit Ernst Gottfried Baldinger, Christian Friedrich Michaelis, Conrad Moench, Johann Wilhelm Christian Brühl, Johann Gottlieb Stegmann und Dietrich Tiedemann berufen; von 1779 bis 1780 war er daneben auch noch Lehrer der ersten Klasse des Lyzeums in Kassel für Latein und Hebräisch.
Im Dezember 1785 wurden auf Befehl des Landgrafen Wilhelm IX. sieben Professoren aus dem Carolinum an die Universität nach Marburg versetzt, hierbei befand sich Johann Heinrich Wepler unter diesen sieben; in Marburg hielt er seit dem 9. Dezember 1785 als ordentlicher Professor der Philosophie und vom 8. Februar 1786 als außerordentlicher Professor der Theologie seine Vorlesungen. Als Theologe trug er über die Exegetiker des neuen Testaments vor und als Orientalist lehrte er arabisch, chaldäisch, hebräisch und jüdische Altertümer.
1785 heiratete er Johanna Henriette, geb. Bergi, gemeinsam hatten sie vier Kinder. Sein Urenkel war der Mathematiker Heinrich Schotten.

## Mitgliedschaften
1779 wurde er Mitglied der Gesellschaft der Altertümer, die der Landgraf Friedrich II. in Kassel gegründet hatte.

## Schriften (Auswahl)
- Diss inaug. (Praes J. Guil. Schroedero) de Cherubis angelis tonantibus Hebraeorum (sub praes. Joh. Guil. Schroederi). Marb. 1777.
- Zur Anhörung seiner Antritts-Rede bey dem Collegio illustri Carolino welche im großen Hörsale den 2ten Jenner 1779 um 10 Uhr wird gehalten werden ladet hierdurch gehorsamst ein Johann Henrich Wepler der Weltweisheit Doktor, Professor der morgenländischen Sprachen und Prediger allhier. Vorher wird einige Nachricht von denen auf Hochfürstlicher Bibliothek befindlichen morgenländischen Handschriften gegeben. Kassel 1778.
- Nachricht von denen auf der Hochfürstlichen Bibliothek befindlichen morgenländischen Handschriften. Kassel 1778.
- Versuch der Stillestehen der Sonne und des Mondes. Kassel 1780.
- Anrede eines Mohammedanischen Geistlichen an einen Verstorbenen, aus einer arabischen Handschrift übersetzt. Kassel 1780.
- Gedanken über die Ursachen, weswegen die Syrer den Hebräern und Arabern in der Dichtkunst so sehr nachstehen. Kassel 1780.
- Philologische und kritische Fragmente. Kassel 1781–1786.
- Michael Conrad Curtius; Johann Heinrich Wepler; Johannes Bayrhoffer: De Poloniae ad Germaniam habitu prolusio 2 Posterior, Qua Ad Orationem Aditialem Viri Domini Ioannis Henrici Wepler, Philosophiae Doctoris Et Professoris Ordinarii, Theologiae Extraordinarii, Die [] Aprilis Hora X. Invitat Mich. Conr. Curtius Prof. Ord. Academiae H. A. Prorector. Marburgi Bayrhoffer 1786.